# Воскресенка (Мелітопольський район)
Воскресе́нка — село в Україні, у Нововасилівській селищній громаді Мелітопольського району Запорізької області. Населення становить 763 особи. До 2020 року орган місцевого самоврядування — Воскресенська сільська рада.

## Географія
Село Воскресенка розташоване за 184 км від обласного центру, 53 км від районного центру та 24 км на північний схід від селища Приазовського, на берегах річки Метрозли. Сусіднє найближче село Новомиколаївка (1 км).

## Історія
Село засноване 1887 року на місці колишнього татарського аулу Кизлик вихідцями з Миколаївки Бердянського повіту, а також Полтавської, Курської та Харківської губерній.
Під час організованого радянською владою Голодомору 1932—1933 років померло щонайменше 163 жителі села.
12 червня 2020 року, відповідно до розпорядження Кабінету Міністрів України № 713-р «Про визначення адміністративних центрів та затвердження територій територіальних громад Запорізької області», Воскресенська сільська рада об'єднана з Нововасилівською селищною громадою.
17 липня 2020 року, в результаті адміністративно-територіальної реформи та ліквідації Приазовського району, село увійшло до складу новоутвореного Мелітопольського району.
З початку російського вторгнення в Україну перебуває під тимчасовою окупацією.

## Економіка
- «Україна», агрофірма.

## Об'єкти соціальної сфери
- Середня загальноосвітня школа.
- Дитячий дошкільний навчальний заклад.
- Будинок культури.
- Амбулаторія.